# 黑色船錨
黑色船錨，是台灣阿美族奇美部落（阿美語：Kiwit，位於今花蓮縣瑞穗鄉）祖先所流傳下來的重要信物，日治時期仍可以見到其身影，現已失蹤。

## 簡述
神話中，黑色船錨是奇美部落的始祖匝拉喔（Calao）在跟兄弟分開前為了讓後代可以相認而製造的，為部落祖先流傳下來的重要信物，過去長期被保管在部落頭目的家中、掛在家裡的屋頂上，為部落頭目家族的代表。但在太平洋戰爭期間因日本人強行徵鐵而被帶走，頭目不久也抑鬱而終。

## 其他傳說
另有說法認為黑色船錨是族人從一名叫阿靈（Alin）的神秘人物購來的；也有人根據其外貌和數百年前日本船隻使用的船錨類似而認為是過去的漁夫或倭寇所留下來的，但不可否認的是，奇美部落的發展過程跟海洋有密切的關聯。